# Karol Fiedor (architekt)
Karol Fiedor (ur. 12 marca 1968 r. w Grodzisku Wielkopolskim) – polski architekt.

## Życiorys
W 1993 roku obronił dyplom na Politechnice Poznańskiej, wykonany pod kierunkiem Jerzego Gurawskiego. Po studiach zatrudniony był w poznańskiej pracowni Studio ADS, później pracował między innymi w Hiszpanii, Zjednoczonych Emiratach Arabskich i Rosji.
W 1995 roku założył biuro projektowe CDF Architekci. Na dorobek firmy składają się budynki biurowe, hotele, obiekty przemysłowe, osiedla mieszkaniowe i wielofunkcyjne kompleksy komercyjne. Za projekt kompleksu biurowego UBIQ Business Park w Poznaniu, zrealizowany w 2015 roku, pracownia Karola Fiedora otrzymała nagrodę w kategorii: obiekt specjalny – obiekt zrealizowany na obszarze objętym ochroną konserwatorską w konkursie o Nagrodę Roku SARP 2015.
W 2001 roku otrzymał uprawnienia budowlane do projektowania bez ograniczeń w specjalności architektonicznej. W tym samym roku został członkiem Stowarzyszenia Architektów Polskich i Wielkopolskiej Okręgowej Izby Architektów, a w maju 2014 roku – członkiem Rady Krajowej Izby Architektów Rzeczypospolitej Polskiej.
W 2020 roku jego biuro otrzymało kolejną nagrodę Jana Baptysty Quadro, tym razem za odtworzenie kamienicy z XIX wieku usytuowanej na rogu ulic Bolesława Krysiewicza i Ogrodowej w Poznaniu.